# Шазам! (сериал)
«Шазам!» (англ. Shazam!)— получасовая телевизионная программа с живыми выступлениями, созданная для фильма «Субботнее утро» компанией Filmation (первый неанимационный сериал студии), основанная на супергерое Капитане Марвеле, также известном как Шазам, из серии комиксов Fawcett Comics,Whiz Comics (теперь принадлежит DC Comics). В программе Майкл Грей снялся в роли Билли Бэтсона, мальчика-подростка, который может превратиться в супергероя Капитана Марвела, которого первоначально играл Джексон Боствик, а затем Джон Дэйви, произнеся волшебное слово «Шазам!» со своим опекуном «Наставник» его в свою очередь играл Лес Тремейн. Билли путешествует по стране в автодоме Dodge Open Road 1973 года в поисках несправедливости, которую нужно исправить.

## Трансляция
После первоначального запуска сериал был возвращен для повторных показов с 5 января по 30 августа 1980 года. Несколько эпизодов появлялись на TV Land являющимся  дочерним телеканалом для Nickelodeon, нечасто на протяжении 2000-х годов, первоначально появляясь в "Ultimate Fan Hour" в начале 2004 года как часть блок вечерних программ "TV Land Kitschen" по выходным. Сериал был доступен для передачи на ныне несуществующем стриминговым сервисе DC Universe. По состоянию на январь 2023 года сериал доступен для бесплатного просмотра на Tubi.

## Домашний показ
23 октября 2012 г. Warner Bros. выпустила Shazam! - The Complete Series на DVD через службу записи по требованию Warner Archive.

## Эпизоды
| Сезон | Сезон | Эпизоды | Оригинальная дата показа | Оригинальная дата показа |
| Сезон | Сезон | Эпизоды | Премьера сезона          | Финал сезона             |
| ----- | ----- | ------- | ------------------------ | ------------------------ |
|       | 1     | 15      | 7 сентября 1974          | 14 декабря 1974          |
|       | 2     | 7       | 6 сентября 1975          | 18 октября 1975          |
|       | 3     | 6       | 11 сентября 1976         | 16 октября 1976          |